# Під кам'яним небом
«Під кам'яним небом» (рос. «Под каменным небом») — російський радянський художній фільм 1974 року, спільного виробництва кіностудій Ленфільм (СРСР) та Тімфільм (Норвегія).
Прем'єра фільму відбулася: 25 жовтень 1974 року (Осло), 4 серпня 1975 року (Москва).

## Зміст
У 1944 році німецька військова влада наказала евакуювати населення невеликого норвезького містечка. Та вони, всупереч наказу, сховалися в непрацюючій шахті. Німецькі війська збираються підірвати це укриття, але радянському командуванню стає відомо про їхні плани. Російським солдатам вдається запобігти масовому вбивству.

## Ролі
| - Арне Лі — мер Кіркенеса - Веслемей Гаслюнд — Астрід - Бернхард Рамстад — Ялмар - Корі Таннвік — Ельдар - Дан Фоссе — Емануель - Нільс Утсі — Бьоргінален - Ульфрід Гейєр — Березень - Турлейф Рейсс — міністр - Рагнхільд Мікельсен — мати Астрід - Карін Масе — Елінор - Пол Панді Ролфс — епізод - Герд Йоргенсен — Олін - Корі Віклунд — Рікард - Арне Ос — лікар - Соня Бе — сестра Анна - Арне Кристофферсен — Стенерсен - Лейф Ерік Форберг — юнак - Гелена Краг — вагітна жінка | - Євген Леонов — старший лейтенант Кравцов - Микола Бурляєв — Льоша Васильєв - Олег Янковський — Яшка, шофер-одесит - Анатолій Солоніцин — Хофмайєр, німецький полковник - Микола Гринько — Сергій Трохимович Старостін - Федір Одиноков — Григорій Іванович, солдат - Микола Сергієнко — Микола, сержант - Віктор Іллічов — Петя Потапов - Аркадій Пишняк — Алім - Олена Соловей — перекладачка - Олександр Захаров — ад'ютант, німецький офіцер - Павло Первушин — норвезький рибалка - Ігор Добряков — радянський солдат - Дмитро Бессонов — мічман - Жанна Сухопольська — жінка з відром в каменоломні - Павло Кашлаков — капітан підводного човна - Володимир Морозов — Семен - Аня Масленникова — дочка Астрід |

- Филіп Янковський — син Астрід
- Фелікс Ведерников — хлопчик з кроликом
- Російський текст читає — В. Смирнов

## Знімальна група
- Автори сценарію — Юрій Нагибін, Сігбьйорн Хельмебакк
- Режисери-постановники — Кнут Андерсен, Ігор Масленников
- Головний оператор — Володимир Васильєв
- Головний художник — Ісаак Каплан
- Композитор — Володимир Дашкевич
- Звукооператор — Ася Зверєва
- Режисер — Євген Татарський
- Оператори — В. Амосенко, Олексій Сисоєв
- Монтажер — І. Смирнова
- Редактор — Ірина Головань
- Костюми — Наталії Кочергіної
- Грим — Л. Стамбірськой
- Декоратори — Віллі Нурдро, Віктор Слонєвський
- Реквізитори — Ян Маттіас, І. Зайцева
- Світло — А. Гусєв, Гартер Странда
- Піротехніка — В. Юрченко
- Фотографи — Бьйорн Егерштет, В. Вігдерман
- Перекладачі — О. Комаров, М. Крістенсен
- Асистенти:
режисера — Бріт Гартман, Н. Гамзіна, В. Каргозерова, Аркадій Тігай
оператора — В. Масієв, С. Дворцов
художника — І. Корзаков, Арне Сандвіг, Дагфінн Клеппан
звукооператора — Дан Таксбру
- Комбіновані зйомки — Л. Холмов, Л. Полікашкін
- Заступники директора — Одд Веєн, П. Орлов, О. Андрієв, Ю. Покровський
- Державний симфонічний оркестр кінематографії СРСР
Диригент — Емін Хачатурян
- Головний консультант фільму — генерал-полковник К. С. Грушевой
- Директора фільму — Свейн Турег, Володимир Семенець